# Lotyšská literatura

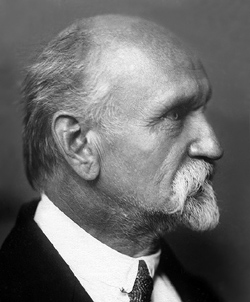
Rainis

Lotyšská literatura je literaturou příslušníků lotyšského národa, nebo napsaná v lotyštině.

## Dějiny literatury

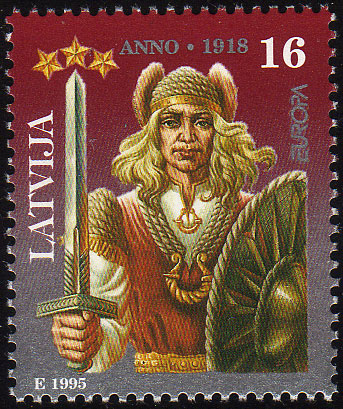
Poštovní známka vydaná v roce 1995 Lotyšskou poštou. Znázorňuje hrdinu eposu Lāčplēsis.

V Lotyšsku se zachovala mimořádně silná folklórní tradice lidových písní, které se nazývají dainy. Na rozdíl od dain litevských se nepodobají slovanským písním a mají zřejmě jiné kořeny. Jde většinou o čtyřverší s náměty z rolnického života. Celkový počet dochovaných dain je 1,2 milionu, což nemá v indoevropských jazycích naprosto obdoby. Obzvlášť při vědomí, že Lotyšů je asi 1,5 milionu - dá se tedy říci, že takřka na každého Lotyše připadá jedna daina.
Katolický katechismus z roku 1585, vytištěný ve Vilniusu, je nejstarší lotyšsky psanou knihou. První lotyšský překlad bible pochází z roku 1694, jeho autorem byl německý pastor Johann Ernst Glück (v lotyšském přepisu Ernsts Gliks). Za zakladatele lotyšské světské literatury lze považovat Gotharda Friedricha Stendera, který psal prózu, poezii i osvícenská naučná díla. Prvním lotyšským básníkem byl Neredzīgais Indriķis, tvořící na počátku 19. století.
Jako u mnoha jiných národů nalézáme na začátku 19. století počátky procesu národního obrození. V lotyšské literatuře se zformovala k rozvinutí obrozeneckých snah skupina autorů, kterou dnes nazýváme starolotyši (veclatvieši). Jejich představitelem byl zejména Jānis Ruģēns, mj. autor Písně o Janu Husovi (Dziesma par J. Husu).
Na tvorbu starolotyšů reagovali tzv. mladolotyši (jaunlatvieši). Mezi nimi vynikal básník Juris Alunāns. Jeho nejznámějším dílem je sbírka Písničky do lotyštiny přeložené (Dziesmiņas, latviešu valodai pārtulkotas). Alunāns usiloval též o reformu lotyšské gramatiky, prosazoval např. zavedení háčků. Ty se však prosadily až na začátku 20. století. Na Alunānse navázali především Atis Kronvalds a Andrejs Pumpurs. Velmi známým se stal Pumpursův romanticko-vlastenecký epos Lāčplēsis (Trhající medvědy), popisující boj siláka s medvědíma ušima proti křižákům. V éře mladolotyšů působil i Krišjānis Barons, folklorista a sběratel dain, který jich během svého života nasbíral 218 tisíc.
Jako i v jiných literaturách Evropy se ke konci 19. století prosazuje v lotyšské literatuře realismus. Reprezentovali ho např. prozaik Juris Neikēns či dramatik Rūdolfs Blaumanis, autor známé komedie Krejčovské dny v Silmačích (Skroderdienas Silmačos).
Za zakladatele moderní lotyšské literatury a často i za největšího lotyšského básníka bývá považován Rainis, vlastním jménem Jānis Pliekšāns. Byl příslušníkem sociálně orientovaného literárního hnutí Nový směr. Svá hlavní díla, k nimž patří drama Oheň a noc (Uguns un nakts), poema Daugava či sbírka Konec a počátek (Gals un sākums) sepsal během své emigrace ve Švýcarsku. Literárně činná byla i jeho žena Aspazija (vl. jménem Elsa Rozenbergová).
Mezi válkami dorazila do Lotyšska avantgardní inspirace. Sbírka Aleksandrse Čakse Srdce na chodníku (Sirds uz trotuāra) je někdy označována za první "městskou poezii" v lotyšské literatuře. Avantgardní výzvy následoval i Jānis Sudrabkalns.
Po sovětské okupaci v roce 1939 odešlo mnoho spisovatelů do exilu, mezi nimi např. básníci Veronika Strēlerteová a Andrejs Eglītis či prozaik Anšlavs Eglītis. V Lotyšsku se naopak rozhodli zůstat básníci Imants Ziedonis a Ojārs Vācietis, byť si zachovávali odstup od sovětské moci. K výrazným poválečným prozaikům patřili Egons Līvs a Visvaldis Lāms.

## České překlady lotyšské literatury
Ābele Inga: Vítr proměnlivých směrů (2009)
Akuraters Jānis: Hořící ostrov, Čeledínovo léto (1974)
Bankovskis Pauls: Čeka, bomba, rokenrol (2009)
Bels Alberts: Hlas volajícího (1984)
Bels Alberts: Střelnice (+ Vyšetřovatel, Klec) (1981)
Bels Alberts: Nespavost (2006)
Blaumanis Rūdolfs: Lotyšské povídky (1910)
Blaumanis Rūdolfs: Smrt na kře a jiné povídky (1959)
Ezeriņš Jānis: Oběd s hudbou (1977)
Ezera Regīna: Léto dlouhé jeden den (1976)
Ezera Regīna: Studna (1978)
Ezera Regīna: O psech a lidech a jiné povídky (1984)
Ikstena Nora: Mateřské mléko (2023)
Jakubāns Andris: Večeře s klaunem (1984)
Kalniete Sandra: V plesových střevíčkách sibiřským sněhem (2005)
Lācis Vilis: Syn rybáře (1951)
Līvs Egons: Kasparova dvojčata (1973)
Pumpurs Andrejs: Láčplésis (volně přeložil Radegast Parolek: Souboj nad propastí, 1987)
Rainis Jānis: Daleké ozvěny (1982)
Skalbe Kārlis: Jak jsem plul ke královně Severu (1983)
Skujiņš Zigmunds: Pán v nejlepších letech (1980)
Skujiņš Zigmunds: Paměti mladého muže (1985)
Skujiņa Austra: Jako křik ptáka (1979)
Upīts Andrejs: Severní vítr (1975)
Upīts Andrejs: Zelená země (1958)
Veselis Jānis: Lůžko bohů (1930)
Virza Edvarts: U Strauménů (1940)
Zariņš Marģeris: Kalendář kapelníka Kociňše (1986)
Zariņš Marģeris: Nepravý Faust aneb Opravená a doplněná kuchařská kniha (1978)

### Antologie překladů:
Lidé jako my – Antologie současné lotyšské literatury. Inga Ābele, Guntis Berelis, Jana Egle, Valts Ernštreits, Inga Gaile, Kristīne Ilziņa, Ilze Jansone, Andris Kalnozols, Svens Kuzmins, Ieva Melgalve, Ligija Purinaša, Rvīns Varde, Māra Zālīte. (2024)
Krajinou samoty – Povídky lotyšských spisovatelek. Inga Ābele, Nora Ikstena, Andra Neiburga, Gundega Repše. (2006)
15x Poezie Lotyšsko – Antologie současné lotyšské poezie. Inese Zandere, Inga Gaile, Kārlis Vērdiņš, Liāna Langa, Amanda Aizpuriete, Uldis Bērziņš, Knuts Skujenieks, Edvīns Raups, Juris Kronbergs, Jānis Rokpelnis, Jānis Elsbergs, Sergejs Timofejevs, Māra Zālīte, Semjons Haņins, Imants Ziedonis. (2006)
Les duší - Antologie lotyšské poezie 19. a 20. století. (2001)
V kruhu krásy - Malá antologie z lotyšské a litevské lidové poezie. (1998)